# Václav Kadlec (programátor)
Václav Kadlec (* 1978) je absolventem oboru Softwarové inženýrství na Fakultě aplikovaných věd Západočeské univerzity a oboru Ekonomika a management na Brno International Business School. V současné době pracuje jako ředitel a místopředseda představenstva knižního vydavatelství Computer Press, a.s. Je také autorem 7 knih o počítačích a programování. Publikoval přes 180 článků o programování v Delphi a v Kylixu, o softwarovém inženýrství, databázových technologiích a mobilních zařízeních. Je členem společnosti Mensa ČR.
V minulosti pracoval jako odborný redaktor, později jako šéfredaktor počítačové literatury ve vydavatelství Computer Press, a.s. Předtím působil přibližně rok v USA jako zástupce generálního manažera v restauraci Arby's provozované společností The Bailey Company.

## Publikace
Je autorem knih o programování v Delphi, C a C++, oblíbených především u začínajících programátorů pro srozumitelný výklad a praktické ukázky.
- Delphi:
  - Delphi Hotová řešení, Computer Press, a.s., 2003, ISBN 80-251-0017-0
  - Učíme se programovat v Delphi a jazyce Object Pascal, Computer Press, a.s., 2001, ISBN 80-7226-245-9

- C/C++:
  - Učíme se programovat v jazyce C, Computer Press, a.s., 2002 , ISBN 80-7226-715-9
  - Učíme se programovat v Borland C++ Builder a jazyce C++, Computer Press, a.s., 2002, ISBN 80-7226-550-4

- Různé:
  - Agilní programování, Computer Press, a.s., 2004, ISBN 80-251-0342-0
  - Mozilla Firefox, Computer Press, a.s., 2005, ISBN 80-251-0644-6
  - Mozilla Thunderbird, Computer Press, a.s., 2006, ISBN 80-251-0953-4